# Katedralna Parafia greckokatolicka pw. Pokrowa Matki Bożej w Olsztynie

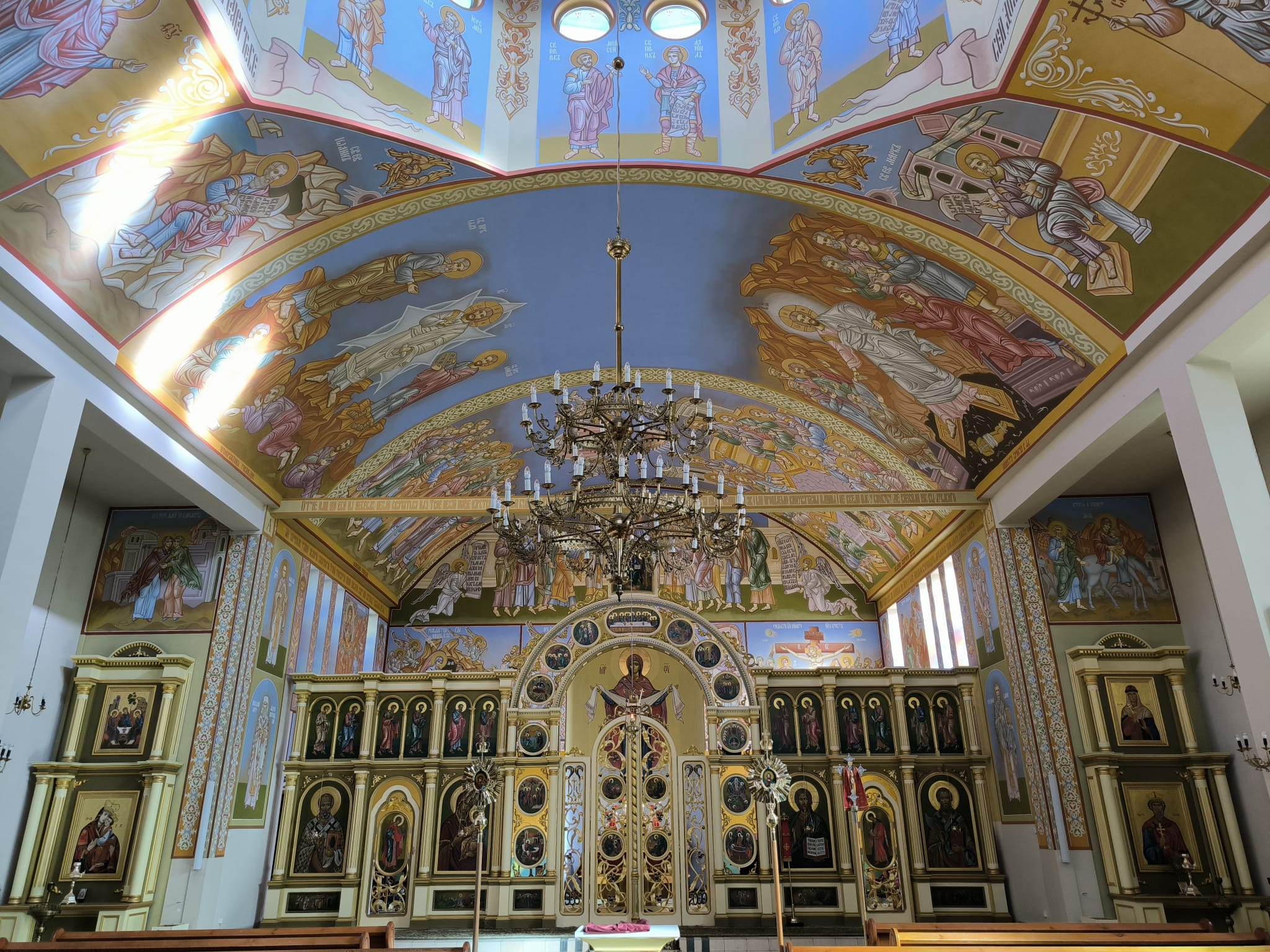
Wnętrze Katedralnego Soboru.

Katedralna Parafia greckokatolicka pw. Pokrowa Matki Bożej w Olsztynie – parafia greckokatolicka w Olsztynie, w dekanacie olsztyńskim eparchii olsztyńsko-gdańskiej. Parafia w Olsztynie powstała w 1979 r. Założycielem jej był o. Josafat Romanyk, Prowincjał Zakonu Ojców Bazylianów przy wsparciu Wikariusza Generalnego ks. mitrata Stefana Dziubiny.

## Zasięg terytorialny parafii
Miejscowości wchodzące w skład parafii: miasto Olsztyn, gminy: Barczewo, Jeziorany, Dywity, Jonkowo, Gietrzwałd, Stawiguda, Purda, Olsztynek oraz powiat Szczytno.

## Zgromadzenia zakonne na terenie parafii
Siostry Służebnice Niepokalanej Panny Maryi – SNPM. W parafii od 1982 r.

## Porządek nabożeństw
- niedziele i święta 08:30, 10:00, 13:00
- w święta niebędące dniami wolnymi od pracy 10:00, 18:00
- w dni powszednie 08:00 lub 17:00

## Księgi metrykalne
- Księgi Chrztów: od 1979 r.
- Księgi Małżeństw: od 1979 r.
- Księgi Zmarłych: od 1979 r.

## Duchowieństwo

### Proboszczowie parafii
- o. Josafat Romanyk, OSBM: 1979–1981
- o. Piotr Kuszka, OSBM: 1981–1983
- o. Teodozjusz Jankiw, OSBM: 1983–1984
- o. Bogdan Krupka, OSBM: 1984–1985
- o. Piotr Kuszka, OSBM: 1985–1990
- o. Melecjusz Biliński, OSBM: 1991
- ks. dr Jarosław Moskałyk: 1991–1995
- ks. Stanisław Tarapacki: 1995–2015
- ks. Jan Hałuszka: 2015–

### Wikariusze parafii
- ks. Jarosław Gościński: 2001-2003
- ks. dr Mikołaj Kostecki: 2009-2013
- ks. Paweł Potoczny: 2013-2014